# Совет целесообразности
Совет по определению политической целесообразности (перс. مجمع تشخیص مصلحت نظام‎) — совещательный орган при высшем руководителе Ирана. В обязанности совета входит разрешение конфликтных ситуаций между советом стражей конституции и меджлисом.
На протяжении 27 лет председателем совета был президент Ирана Али Акбар Хашеми Рафсанджани.

## Состав
В состав Совета входят 25 человек.
- Ахмад Джаннати
- Аббас Вайез-Табаси
- Ибрагим Амини
- Голям-Али Хаддад Адель
- Мохаммед Эмами
- Али Мовахеди
- Мир-Хосейн Мусави
- Али Акбар Велаяти
- Горбанали Дори
- Мохаммед Мохаммади
- Хасан Ферейдун
- Хабиболла Асгар
- Али Лариджани
- Мохаммед-Реза Бахунар
- Мохаммед-Реза Тавасоли
- Мостафа Мирсалим
- Мортеза Невеби
- Али Акбар Натек-Нури
- Голямреза Агазаде
- Биджан Неймар
- Мохсен Резайи
- Али Ага-Мохаммади
- Мохаммед Форузанде
- Давуд Данеш-Джафари